# Історія Німеччини (1990–дотепер)
Історія Німеччини з 1990 року по сьогодення час охоплює період після возз'єднання Німеччини, коли Західна Німеччина і Східна Німеччина були возз'єднані після поділу під час холодної війни. Німеччина після 1990 року згадується істориками як Берлінська Республіка (Berliner Republik). Цей період часу також визначається поточним процесом «внутрішнього возз'єднання» раніше розділеної країни.

## Економіка
Німеччина вклала понад два трильйони марок у відновлення колишньої Східної Німеччини, сприяючи її переходу до ринкової економіки та ліквідації наслідків погіршення стану навколишнього середовища. До 2011 року результати були неоднозначними: повільний економічний розвиток на Сході суттєво відрізнявся від швидкого економічного зростання як на Заході, так і на Південному заході Німеччини. Рівень безробіття був набагато вищим на Сході, часто перевищуючи 15 %.Економісти Сноуер і Меркл (Snower and Merkl, 2006) припускають, що нездужання було продовжено завдяки всій соціальній та економічній допомозі з боку уряду Німеччини, вказуючи, зокрема, на переговори за довіреністю, високі допомоги по безробіттю і соціальні виплати, а також щедрі гарантії зайнятості.
Німецьке економічне диво розпалося в 1990-х роках, і до кінця століття та на початку 2000-х років над Німеччиною жартували як над «хворою людиною Європи». У 2003 році країна стикнулася з короткочасною рецесією. Темпи економічного зростання були низькими — всього 1,2 % на рік від 1988 до 2005 року. Рівень безробіття, особливо на сході, залишався стійко високим, незважаючи на значні витрати на стимулювання економіки. Цей показник зрос з 9,2 % у 1998 році до 11,1 % у 2009 році..Мирова велика рецесія 2008—2010 років ненадовго погіршила умови, оскільки відбулося різке зниження ВВП. Однак безробіття не зросло, а відновлення йшло швидше, ніж майже деінде. Старі промислові центри Рейнський області та Північної Німеччини також відставали, оскільки вугільна і сталеливарна промисловість втратили своє значення.

### Відродження після 2010 року
Економічна політика в основному була спрямована на світовий ринок, і експортний сектор продовжував залишатися дуже потужним. Процвітанню сприяв експорт, який у 2011 році досяг рекордних 1,7 трлн доларів США, що становило половину ВВП Німеччини або майже 8 % від загального обсягу експорту у світі. Під час того, як інші країни Європейського співтовариства боролися з фінансовими проблемами, Німеччина зайняла консервативну позицію, засновану на надзвичайно сильній економіці після 2010 року. Ринок праці виявився гнучким, а експортні галузі були пристосовані до світового попиту.

## Канцлерство Гельмута Коля в об'єднаній Німеччині (1990—1998)

### П'ять нових земель

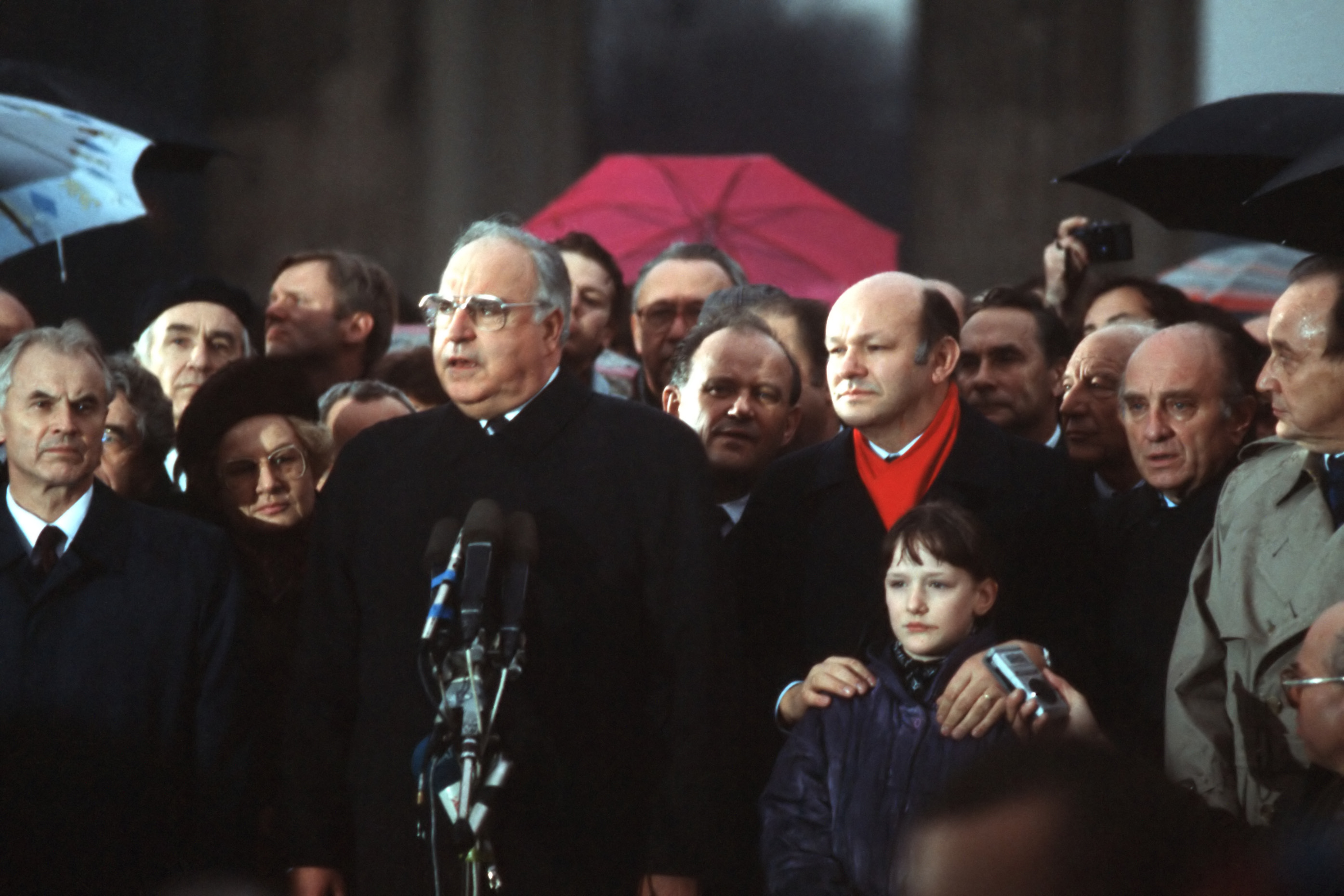
Гельмут Коль після падіння Берлінської стіни у 1989 році

3 жовтня 1990 року Німецька Демократична Республіка була розпущена, п'ять нових земель (Бранденбург, Мекленбург-Передня Померанія, Саксонія, Саксонія-Ангальт і Тюрінгія) були створені, і ці нові землі стали частиною Федеративної Республіки Німеччина, подія, відома як повноважене об'єднання Німеччини.
14 жовтня в п'яти землях відбулися вибори в нові парламенти, і Християнсько-Демократичний союз Німеччини став найбільшою політичною силою у всіх землях, за винятком Бранденбурга, де Соціал-демократична партія Німеччини стала найбільшою партією.
3 жовтня Берлін став столицею Німеччини, хоча уряд продовжував свою роботу в Бонні до 1999 року. 2 грудня відбудуться перші вибори до міського парламенту після проведення процесу возз'єднання.

### Четвертий термін правління Коля, 1991—1994
Перші федеральні вибори після возз'єднання, федеральні вибори 1990 року, відбулися 2 грудня того ж року. ХДС став найбільшою партією з 43,8 %, за ним слідують СДПН (33,5 %) і Вільна демократична партія Німеччини (11 %).
20 червня 1991 року Бундестаг ухвалив рішення про те, що парламент і частина уряду і центральної адміністрації будуть переведені із Бонна до столиці країни Берлін. У цей час з'явився термін "Берлінська Республіка" (натякає на "Боннська Республіка" епохи холодної війни і «Веймарську Республіку» міжвоєнного періоду).
Роман Герцог, колишній суддя Федерального Конституційного суду Німеччини, був обраний президентом Німеччини у 1994 році, змінивши Ріхарда фон Вайцзеккера.

### П'ятий термін правління Коля, 1994—1998
Після федеральних виборів 1994 Гельмут Коль був переобраний канцлером на свій п'ятий і останній термін.

## Канцлерство Герхарда Шредера (1998—2005)

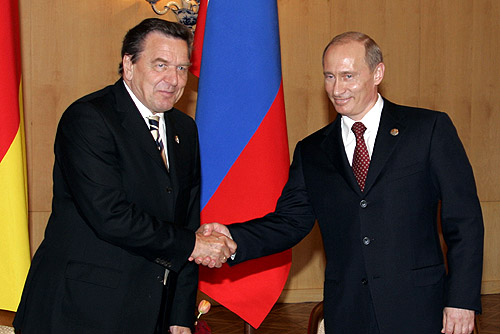
Шредер з президентом Росії Володимиром Путіним у Москві 9 травня 2005 року

### Перший термін, 1998—2002 роки
Після програшу правляючого ліберально-консервативного коаліційного уряду, що складався з ХДС/ХСС і ВДП, на федеральних виборах 1998 року, Герхард Шредер був обраний канцлером і став головою нового коаліційного уряду, що складався з його власної партії СДПН та зелених. Йошка Фішер, видатний політик «зелених», призначений віце-канцлером і міністром закордонних справ.
Незабаром після формування уряду міністр фінансів Оскар Лафонтен, колишній голова СДПН і суперник Шредера, пішов з кабінету. Його змінив на посаді міністра фінансів Ганс Ейхель.
У 1998 році виявилося, що ХДС/ХСС отримував анонімне фінансування. Згодом Гельмут Коль відступив з посади почесного голови партії, а в 2000 році Вольфганг Шойбле покинув посаду голови. Ангела Меркель, яка обіймала посаду генерального секретаря ХДС з 1998 року, стала провідною постаттю в партії і була обрана головою в 2000 році.

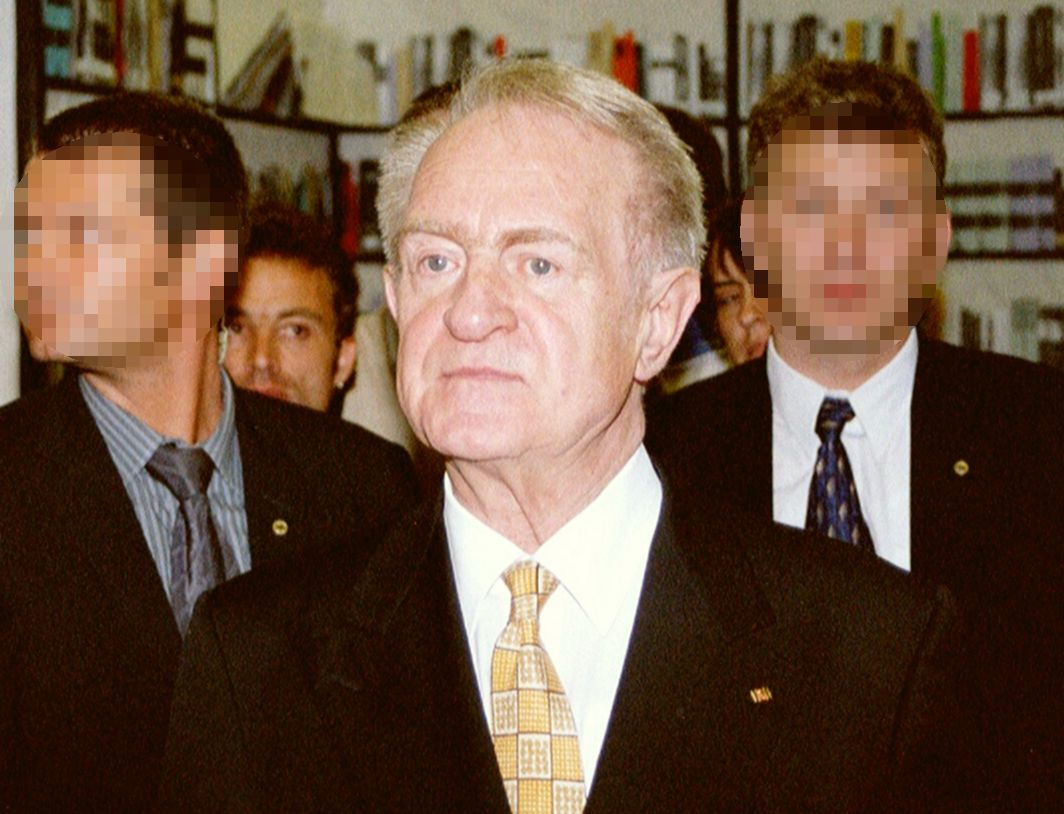
Йоганнес Рау на Асамблеї німецької Євангельської церкви у 2001 році

У 1999 році Йоганнес Рау був обраний президентом Німеччини. Рау намагався бути обраним президентом протягом декількох років.
У 2000 році була проведена широка податкова реформа. Починаючи з 2003 року, федеральний уряд розпочав реалізацію серії реформ у соціальній політиці та системі охорони здоров'я, відомих як Agenda 2010. Уряд Шредера також приділяв особливу увагу екологічним питанням та сприяв зменшенню викидів парникових газів.
Німеччина взяла участь у війні НАТО проти Югославії у 1999 році, коли німецькі війська вперше після Другої світової війни взяли участь у бойових діях. Канцлер Шредер підтримав війну з тероризмом після терактів 11 вересня проти Сполучених Штатів, і Німеччина направила війська в Афганістан. Німеччина також направила війська в Косово та інші частини світу.
У 1999 році Німеччина частково прийняла євро, який повністю замінив німецьку марку як валюта Німеччини в 2002 році.
Кілька німецьких міст, зокрема Дрезден і Магдебург, пережили сильну повінь під час повені в Європі в 2002 року.
У 2002 році Едмунд Штойбер був кандидатом на пост канцлера від ХДС/ХСС, вперше політик з ХСС став кандидатом у канцлери після висунення кандидатури Франца Йозефа Штрауса у 1980 році. Як ХДС/ХСС, так і СДПН набрали 38,5 % голосів на федеральних виборах 2002 роки. Оскільки «зелених» стало більше, ніж лібералів, уряд Герхарда Шредера був переобраний.
Німеччина і Франція люто виступали проти війни в Іраку у 2003 році, очолюючи адміністрацію Джорджа Буша, щоб позначити Німеччину та Францію як Стару Європу, на відміну від країн (переважно колишніх країн Східного блоку), які підтримували війну. Однак Німеччина підтримувала Сполучені Штати у військовому відношенні в інших частинах світу, особливо в Африканському Розі і в Кувейті.

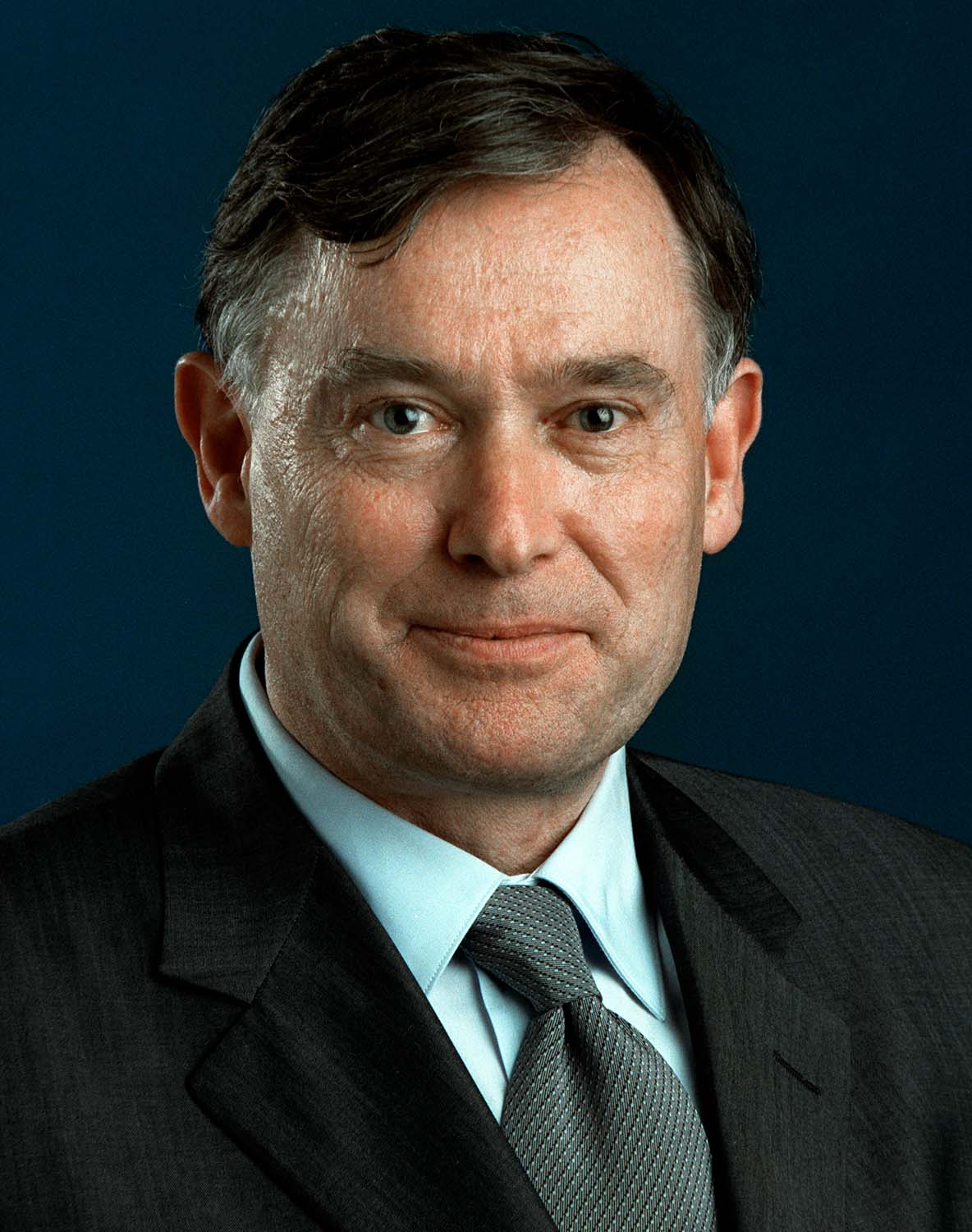
Президент Хорст Келер

На початку 2000-х років спостерігалося зростання безробіття і старіння населення. Для вирішення цих проблем уряд провів подальші реформи, відомі як реформи Хартца. Однак, оскільки в Бундесраті Німеччини більшість належала ХДС / ХСС, уряд Герхарда Шредера залежав від підтримки консерваторів у прийнятті законодавства.
23 травня 2004 року Хорст Келер, колишній глава Міжнародного валютного фонду і представник ХДС, був обраний президентом Німеччини. Келер, який раніше був відносно маловідомий у Німеччині, швидко став одним із найпопулярніших політиків країни.
Після руйнівної поразки СДПН на державних виборах у землі Північний Рейн-Вестфалія (22 травня 2005 р.) канцлер Шредер звернувся до німецького бундестагу (нижньої палати парламенту) з проханням про вотум недовіри. Шредер стверджував, що продвигати необхідні соціально-економічні реформи ставало все важче через опозиційну більшість у верхній палаті парламенту, бундесрат, а також напруженості всередині його власної партії. Програвши це голосування, як і передбачалося, 1 липня, канцлер Шредер зміг попросити президента Горста Келера призначити нові федеральні вибори. 21 липня 2005 року президент задовольнив прохання канцлера і розпустив парламент, призначивши дострокові парламентські вибори на 18 вересня.

## Канцлерство Ангели Меркель (2005—2021)

### Перший термін, 2005—2009 роки

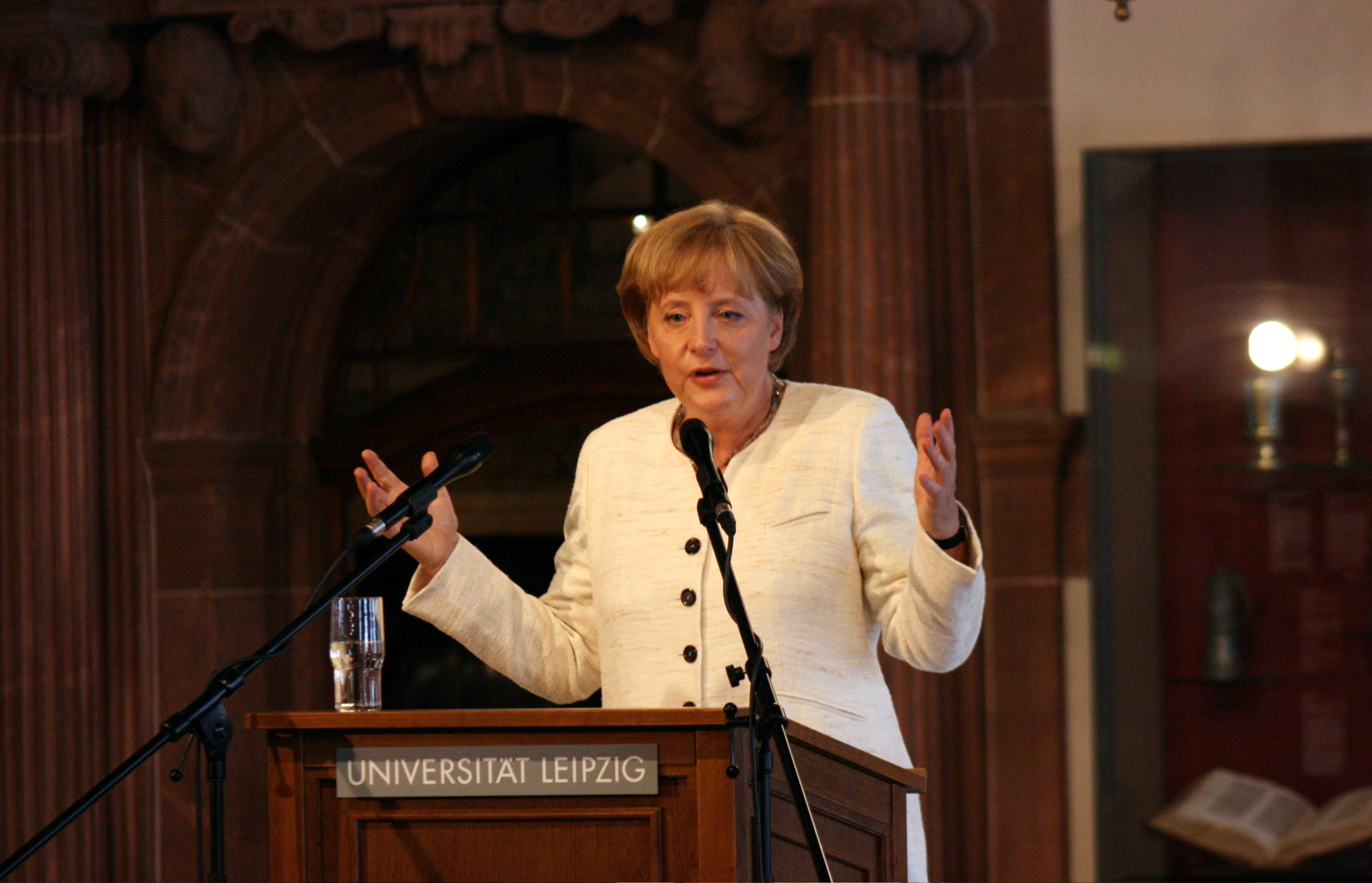
Ангела Меркель, 2008 рік

Федеральні вибори 2005 роки призвели до тупикової ситуації для обох основних партій, СДПН та ХДС/ХСС, оскільки вони отримали майже однакову кількість місць, але недостатньо, щоб сформувати більшість без підтримки кількох менших партій. Це питання було вирішено 11 листопада 2005 року, коли обидві партії домовились сформувати велику коаліцію на чолі з Ангелою Меркель, яка стала першою жінкою-канцлером Німеччини.
У січні 2009 року Уряд Німеччини схвалив план економічного стимулювання на суму 50 мільярдів євро, спрямований на захист декількох секторів економіки від економічного спаду і подальшого зростання рівня безробіття.
На федеральних виборах 2009 року ХДС/ХСС і ВДП отримали більшість, і Ангела Меркель змогла сформувати коаліцію з лібералами, Кабінет Меркель II. Новим віце-канцлером став Гідо Вестервелле. Соціал-демократи особливо погано виступили на виборах.
Серед великих політичних проектів Німеччини, розпочатих у цей період, — енергетичний перехід (Energiewende) [фактично, саме попередній уряд ініціював відмову від атомної енергетики. Ця політика була скасована Меркель до того, як Фукусіма змусила її розвернутися на 180 градусів.] для сталого енергопостачання, «боргового гальма» (Schuldenbremse) для збалансованого бюджету, реформи німецького імміграційного законодавства і високотехнологічних стратегій інформатизації і майбутнього переходу економіки Німеччини, узагальнено як Індустрія 4.0.
У грудні 2013 року велика коаліція була відновлена у складі Третього Кабінету Меркель.
Ліберали від ВДП вперше не представлені в Бундестазі. З 2014 року новостворена права популістська партія «Альтернатива для Німеччини» (AfD) обиралася на різні мандати в ландтаг.
Основними політичними проектами другої великої коаліції під керівництвом Меркель є законодавство про загальну мінімальної заробітної платі в Німеччині та різні реформи соціальний забезпечення, включаючи пенсійний реформа. Проекти, розпочаті спільно з лібералами під час другого президентського терміну, в основному тривають.
Німеччина постраждала від європейської міграційної кризи у 2015 році, оскільки стала кінцевим пунктом призначення для багатьох шукачів притулку з Африки і Близького Сходу, що в'їжджають в ЄС. Країна прийняла понад мільйон біженців та мігрантів та впровадила систему квот, яка перерозподіляла мігрантів у своїх федеральних штатах на основі їх податкових доходів та існуючої щільності населення. Рішення Меркель дозволити необмежений в'їзд викликало різку критику як в Німеччині, так і всередині Європи.
У 2017 році Ангела Меркель була обрана канцлером на четвертий термін. ВДП знову пройшла до бундестагу, і вперше права популістська AfD також взяла участь у виборах. У березні 2018 року Ангела Меркель утворила ще одну велику коаліцію із соціал-демократами (СДПН) після п'яти місяців політичного тупика, що виник після вересневих виборів.

## Посада канцлера Олафа Шольца (2021-сьогодні)

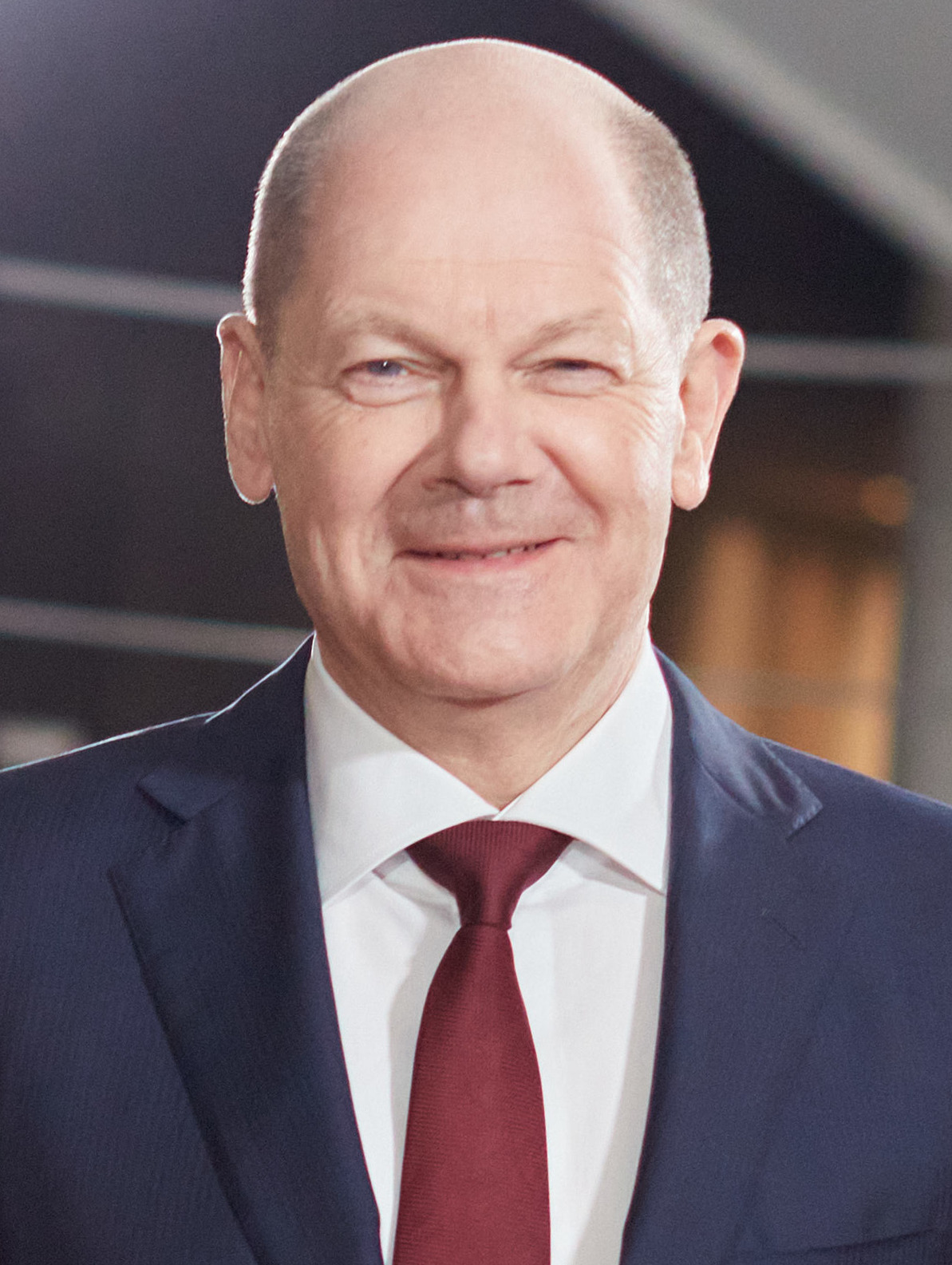
Олаф Шольц

8 грудня 2021 року соціал-демократ Олаф Шольц був приведений до присяги канцлером. Він сформував коаліційний уряд «світлофора» з «зелений» і ВДП після того, як СДПН отримала більшість в результаті федеральних виборів 2021 роки.
Франк-Вальтер Штайнмаєр був переобраний на другий п'ятирічний термін президентом Німеччини, вперше для голови СДПН, що пояснюється його сприйняттям як символу консенсусу і наступності.
Вторгнення Росії в Україну у 2022 році і його економічні наслідки домінували в ранній зовнішній і внутрішній політиці Шольца. Попередня зовнішня політика Німеччини щодо Росії (традиційна східний політика) піддавалася критиці за те, що була занадто довірливою і м'якою по відношенню до Росії. Промова Шольца в газеті Zeitenwende через три дні після початку вторгнення ознаменувала зміну зовнішньої політики сучасної Німеччини з мільярдними інвестиціями в німецьку армію. Шольц також схвалив пряму військову та економічну допомогу Україні. В умовах глобальної енергетичної кризи Шольц взяв на себе зобов'язання послабити залежність від імпорту енергоносіїв з Росії, припинивши сертифікацію «Північного потоку-2», а також дотримуючись політики Меркель щодо поступової відмови від ядерної енергетики. Станом на квітень 2023 року в Німеччині було зареєстровано понад 1,06 мільйона біженців з України.

## Подальше читання
- Ash, Timothy Garton. In Europe's Name: Germany and the Divided Continent (1997), 700pp
- Bolgherini, Silvia. and Florian Grotz, eds. Germany After the Grand Coalition: Governance and Politics in a Turbulent Environment (Palgrave Macmillan; 2011) 231 pages; studies of the "Grand Coalition" of 2005-09 and the first Merkel government.
- Crawford, Alan, and Tony Czuczka. Angela Merkel: A Chancellorship Forged in Crisis (2013)
- Epstein, Catherine. "East Germany and Its History since 1989," Journal of Modern History Vol. 75, No. 3 (September 2003), pp. 634–661 in JSTOR
- Faas, Thorsten. "The German Federal Election of 2013: Merkel’s Triumph, the Disappearance of the Liberal Party, and Yet Another Grand Coalition." West European Politics 38#1 (2015): 238–247.
- Jarausch, Konrad H. The Rush to German Unity (1994), 304pp
- Kornelius, Stefan. Angela Merkel: The Chancellor and Her World (2013)
- Smith, Helmut Walser, ed. The Oxford Handbook of Modern German History (2011),  excerpt pp 753–814

### Першоджерела
- Jarausch, Konrad H., and Volker Gransow, eds. Uniting Germany: Documents and Debates, 1944-1993 (1994)